# Zwakstroom
Zwakstroom is een term die gebruikt wordt om aan te geven dat de elektrische spanning die gebruikt wordt binnen een elektrisch circuit, ongevaarlijk is voor aanraking door de mens.

## Voorbeelden van zwakstroomcircuits
Typische voorbeelden van zwakstroom installaties in huis, zijn elektrische circuits voor huisschellen, analoge telefonie, het CV thermostaat circuit, Computernetwerk bekabeling en alle batterij gevoede speelgoed.

## Extra-Low Voltage (ELV)
Behalve van zwakstroom spreekt men ook van extra lage spanning, ELV (extra-low voltage). Hierbij gaat het om een spanningsniveau dat volgens de EN-50110 als veilig gezien wordt.

## Veilige elektrische spanning
Uiteindelijk is het de elektrische spanning die maatgevend is voor de veiligheid bij aanraking door de mens. Volgens de NEN 1010 zijn veilige spanningen voor kortstondige aanraking:
- Wisselspanning (effectieve waarde) lager of gelijk aan 50 volt (aangeduid met: 50 V AC of 50 V~)
- Gelijkspanning lager of gelijk aan 120 volt (aangeduid met: 120 V DC of 120 V=)

Bij aanraking door de mens aan een spanning voerend onderdeel zijn er een aantal zaken van belang die bepalend zijn voor de elektrische stroomsterkte die gaat lopen door het lichaam. Deze zijn:
- De beide contactplaatsen op het lichaam (bepalend voor de baan van de stroom door het lichaam)
- De grootte van het contactoppervlak met de huid
- De mechanische druk tussen de geleider en de huid
- De dikte van de huid op de locatie van het contact
- Of er sprake is van transpiratie (Zweet bestaat vooral uit water en zout, zout water is geleidend voor elektriciteit)
- De tijdsduur van het contact
- De fysieke kenmerken van de lichaamsbouw en de algehele gesteldheid van de gezondheid.

In het algemeen geldt dat de elektrische weerstand van het menselijk lichaam sterk kan variëren. Voor aanraking met spanning voerende onderdelen geldt in ieder geval dat een lagere elektrische weerstand een ongunstig effect heeft op de situatie. Immers: des te lager de elektrische weerstand, des te groter de stroomsterkte, bij eenzelfde elektrische spanning.

## Gevolgen van elektrische stroom door het menselijk lichaam
De gevolgen van verschillende waarden stroomsterkte door het menselijk lichaam, zijn weergegeven in de tabel hieronder.
| Stroomsterkte | Effect / gevolg                                                                            |
| ------------- | ------------------------------------------------------------------------------------------ |
| 0,5 - 2 mA    | Prikkelend gevoel - loslaten van de spanningsdraad is mogelijk                             |
| 2 - 10 mA     | Spieren verkrampen in de onderarm - loslaten van de spanningsdraad is met moeite mogelijk. |
| 20 - 30 mA    | Ademnood - bij ontbreken van directe hulp is verstikking het gevolg                        |
| 30 - 100 mA   | Ernstige ademnood - verstikking volgt meestal direct                                       |
| > 100 mA      | Meestal dodelijk                                                                           |

Indien als uitgangspunt de contactduur wordt genomen gelden de volgende elektrische spanningen voor zowel wissel- als gelijkspanning:
| Maximale contactduur in seconden |                        |                        |                                         |                                         |
| Maximale contactduur in seconden | Spanningsgrens in Volt | Spanningsgrens in Volt | Spanningsgrens in Volt                  | Spanningsgrens in Volt                  |
| -------------------------------- | ---------------------- | ---------------------- | --------------------------------------- | --------------------------------------- |
| Maximale contactduur in seconden | Volledig droge huid    | Volledig droge huid    | Natte huid of vochtig door transpiratie | Natte huid of vochtig door transpiratie |
| Maximale contactduur in seconden | Wisselspanning         | Gelijkspanning         | Wisselspanning                          | Gelijkspanning                          |
| 5                                | 50                     | 120                    | 25                                      | 60                                      |
| 1                                | 72                     | 155                    | 43                                      | 89                                      |
| 0,5                              | 87                     | 187                    | 50                                      | 105                                     |
| 0,2                              | 207                    | 276                    | 109                                     | 147                                     |
| 0,1                              | 340                    | 340                    | 170                                     | 175                                     |
| 0,05                             | 456                    | 456                    | 227                                     | 227                                     |
| 0,03                             | 520                    | 520                    | 253                                     | 253                                     |
| 0,02                             | 543                    | 543                    | 263                                     | 263                                     |
| 0,01                             | 565                    | 565                    | 275                                     | 275                                     |

## Elektrische weerstand van het menselijk lichaam
De elektrische weerstand van de mens kan in een ongunstige situatie wel zo laag zijn als 50.000 Ω. Uitgaande van het gegeven dat 1 mA reeds als onaangenaam ervaren wordt kan met behulp van de wet van Ohm worden berekend welke elektrische spanning nodig is om een stroomsterkte van deze waarde door het lichaam te laten lopen:
{\displaystyle U=I\times R\rightarrow 0{,}001\ \mathrm {A} \times 50.000\ \mathrm {\Omega } =50\ \mathrm {V} }

## Wisselspanning en gelijkspanning
Wisselspanning wordt slechter door het lichaam verdragen dan gelijkspanning, omdat bij wisselspanning een grotere kans bestaat op boezemfibrilleren.